# بمبة
البَمبَة أو البمبا (نقحرة: پامپا) وجمعها بَمبات (نقحرة: پامپاس) (من لغة الكتشوا: وتعني السهل) هي منخفضات خصبة في أمريكا الجنوبية تبلغ مساحتها 750،000 كيلومتر مربع. تقع فيها أكبر محافظة في الأرجنتين في بوينس آيرس ومعظم الأوروغواي بالإضافة إلى جنوب البرازيل. تتميز هذه المنطقة بمناخ معتدل، ومن أمثلة الحياة الفطرية الموجودة بها الروحاء والمدرع والتنام الأنيق، بالإضافة إلى ثعلب البمبات وأيل البمبات.

## معرض صور

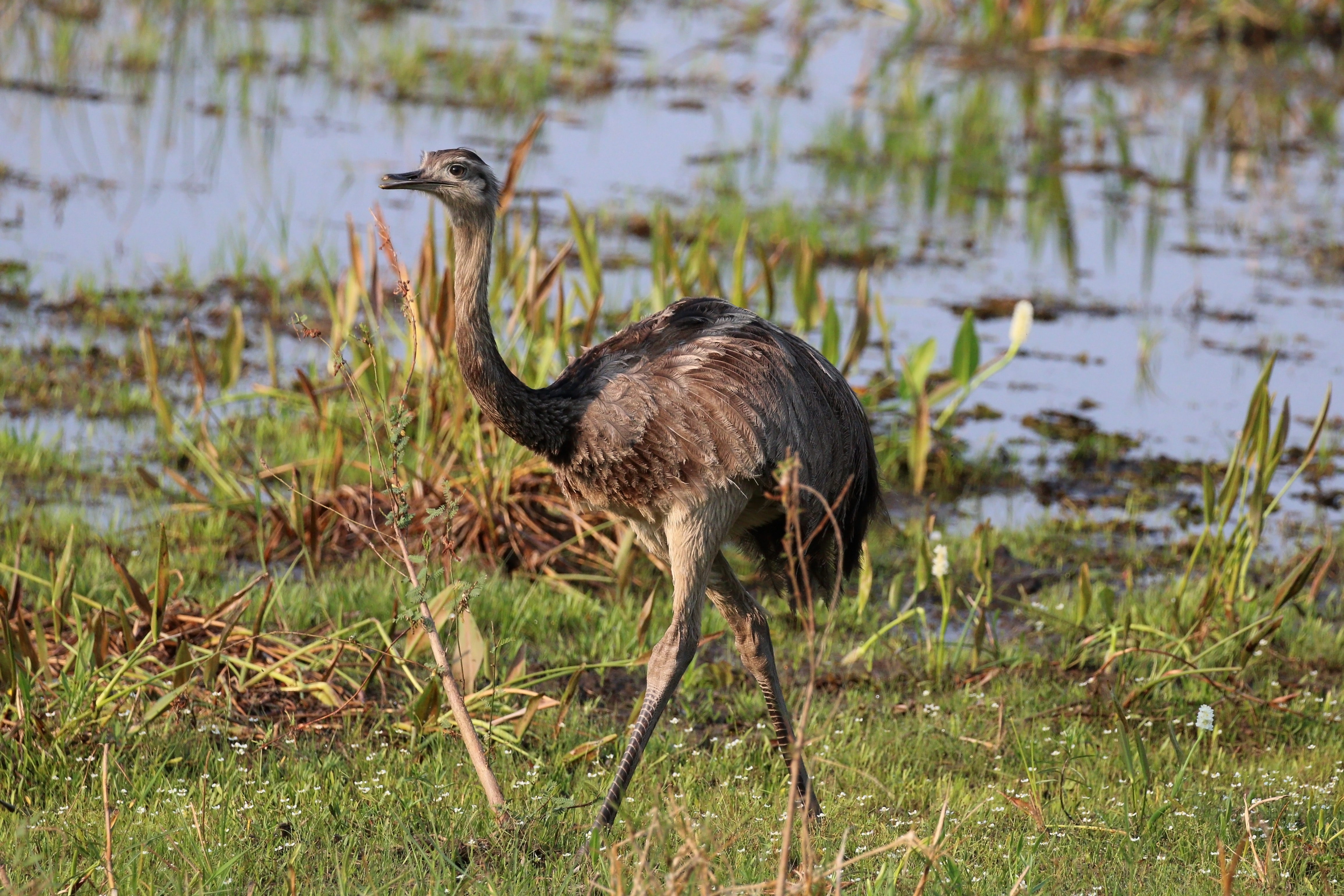
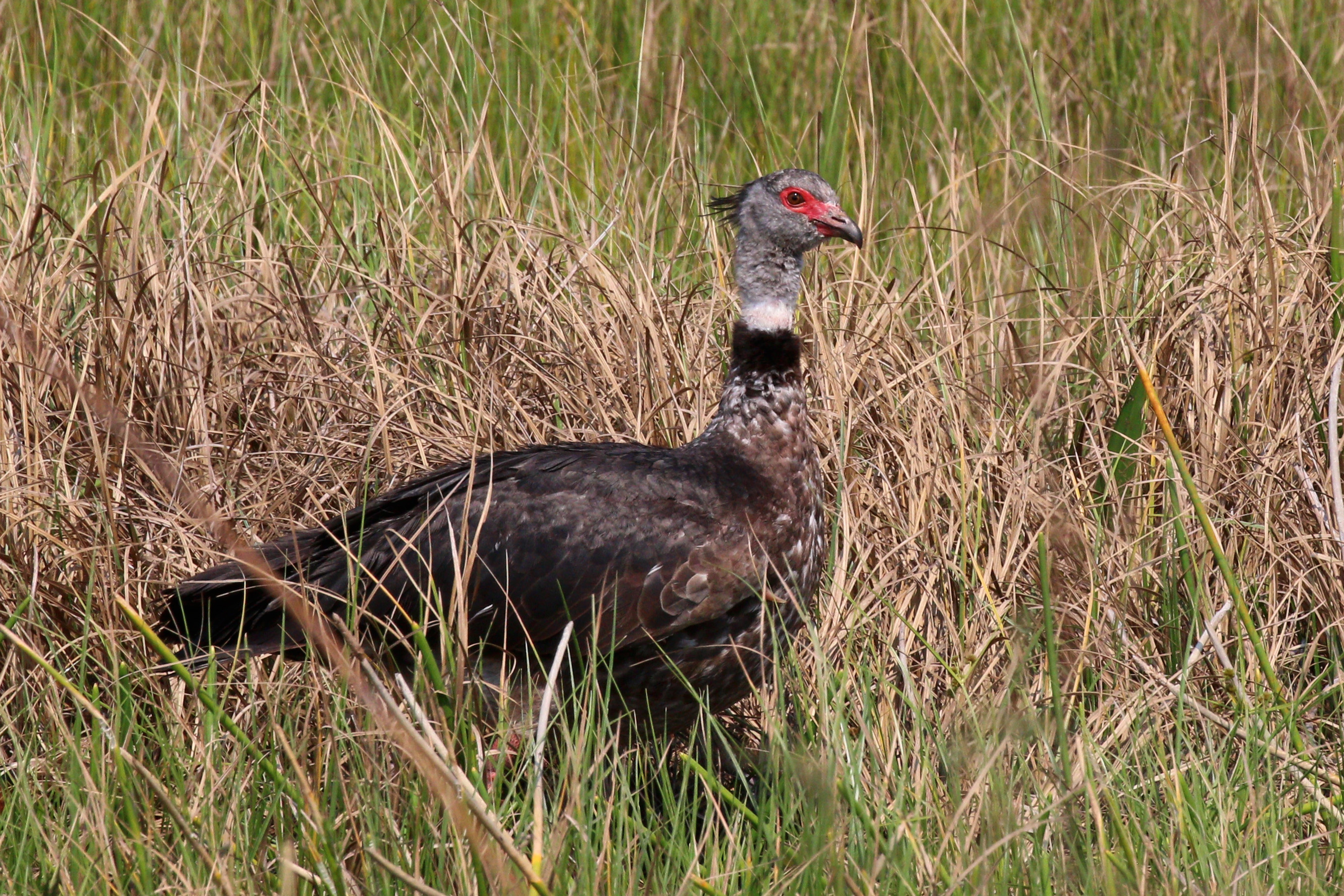
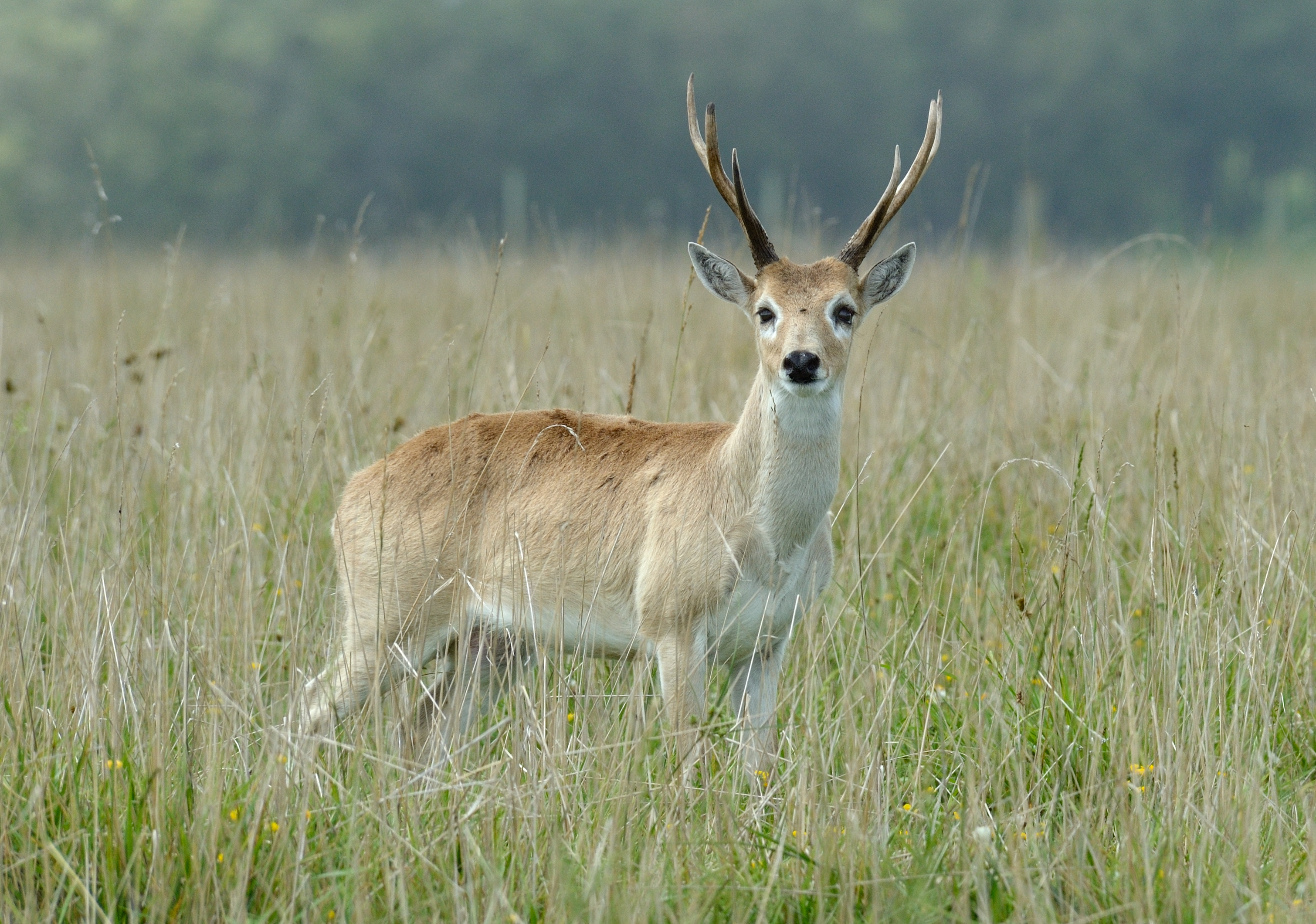
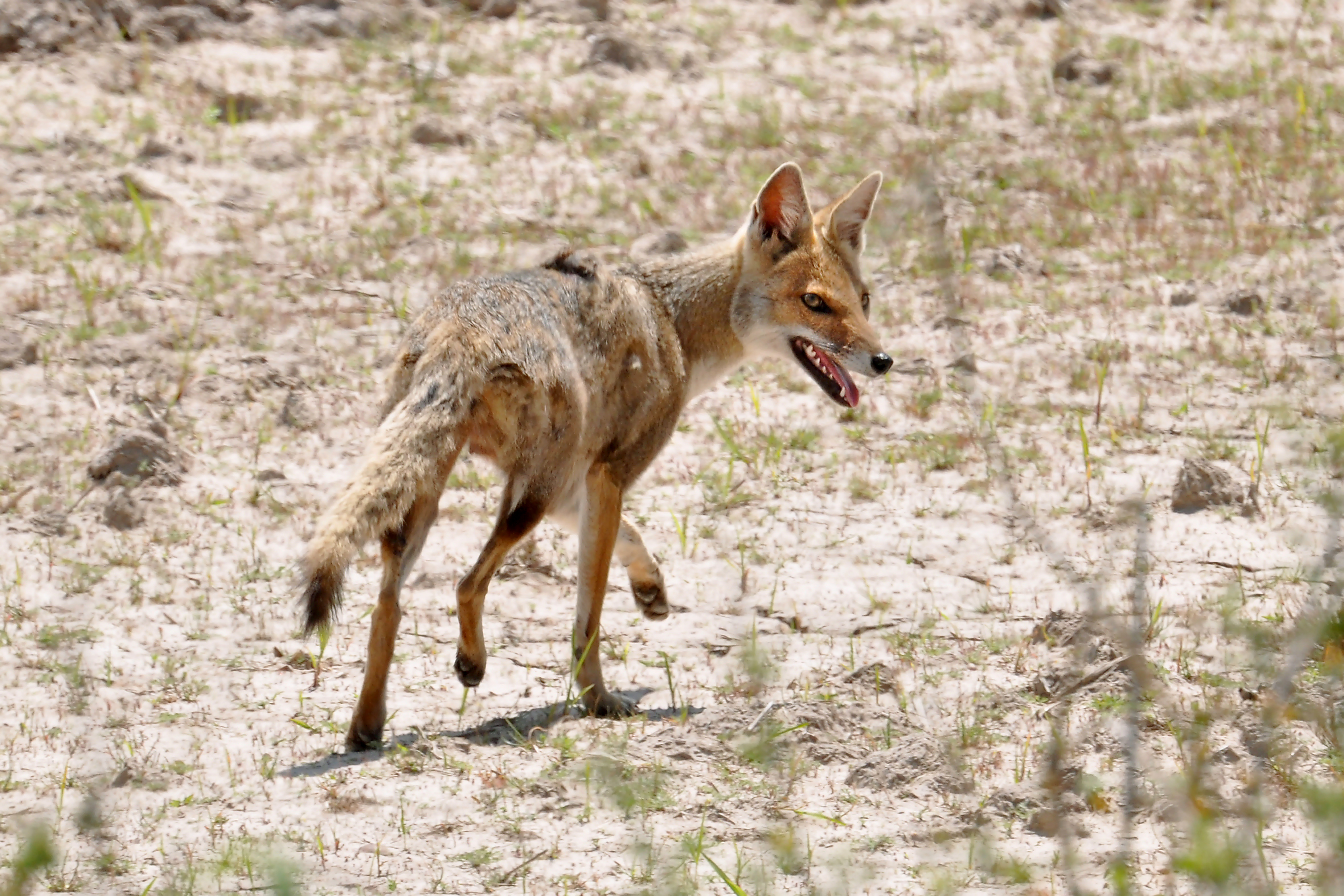